# Amfitrita
Amfitrita (grč. Ἀμφιτρίτη, Amphitrítê) u grčkoj mitologiji kći je morskog boga Nereja i njegove žene Doride, Nerejida, morska božica i Posejdonova družica.

## Etimologija
Amfitritino grčko ime znači "treća koja okružuje (more)".

## Karakteristike
Amfitritino potomstvo bili su i tuljani i dupini s kojima je često portretirana. U umjetnosti je obično prikazivana uz Posejdona ili u vožnji kočijom koju su vukli morski konjici ili ostala morska stvorenja. Odjevena je u kraljevsku odjeću i imala mrežicu u kosi. Često je u poeziji bila personifikacija mora.

## Mitologija
Eustatije Solunski govori da ju je Posejdon ugledao u Naksu kako pleše s Nereidama te ju je odnio i oženio.
Druga inačica mita govori da se u Amfitritu zaljubio Posejdon, ali se ona bojala udati za nj jer je bio niže božanstvo od nje te je pobjegla i sakrila se u najudaljenijem kraju mora. Ipak, Posejdonov ju je dupin pronašao i doveo, a za nagradu je smješten na nebo kao zviježđe Dupina. Vjenčali su se i rodila mu je dvoje djece: Rodu i Tritona. Apolodor spominje da se kći Posejdona i Amfitrite zvala Bentesikima.
Na svojoj svadbi se vozila u kočiji koju su vukla dva Hipokampa, dok je na jednome od njih jahao Posejdon. Tada je vjetar razapeo baldahin nad tom bisernom kočijom, dok su ih slijedile sirene, pjevajući svoju milozvučnu pjesmu.

## Vanjske poveznice
- Amfritita u klasičnoj literaturi i umjetnosti (engl.)